# Batrachospermales
Batrachospermales Pueschel & K.M. Cole, 1982, segundo o sistema de classificação de Hwan Su Yoon et al. (2006), é o nome botânico de uma ordem de algas vermelhas pluricelulares da classe Florideophyceae, subfilo Rhodophytina.

## Táxons inferiores
Gênero incertae sedis: Balliopsis
Família 1: Batrachospermaceae E.M. Fries, 1825
Gêneros:  Batrachospermella, Batrachospermum,  Nothocladus, Sirodotia, Tuomeya
Família 2: Lemaneaceae Roemer, 1845
Gêneros:  Chantransia, Lemanea, Paralemanea, Sacheria
Família 3: Psilosiphonaceae Entwisle, Sheath, K.M. Müller, & Vis in Sheath, Müller, Vis & Entwisle, 1996
Gêneros:  Psilosiphon